# Гавиали
Гавиалите (Gavialis) са род влечуги от семейство Гавиалови (Gavialidae).
Включва един съвременен – индийски гавиал – и няколко фосилни вида.
Таксонът е описан за пръв път от Николаус Опел през 1811 година.

## Видове
Род Gavialis – Гавиали
- Gavialis gangeticus – индийски гавиал
- †Gavialis bengawanicus
- †Gavialis browni?
- †Gavialis lewisi?
- †Gavialis leptodus?
- †Gavialis pachyrhynchus?
- †Gavialis curvirostris?
- †Gavialis breviceps?
- †Gavialis hysudricus?
- †Gavialis papuensis?